# Oderwitz
Oderwitz este o comună în apropiere de granița cu Cehia, situat la 9 km sud-vest de Zittau și 15 km sud de Löbau în landul Saxonia, Germania.
1. ↑  Alle politisch selbständigen Gemeinden mit ausgewählten Merkmalen am 31.12.2018 (4. Quartal) (în germană), Statistisches Bundesamt[*], arhivat din original la 10 martie 2019, accesat în 10 martie 2019